# فريدي فوكس
فريدي فوكس، هو ممثل سينمائي ومسرحي إنجليزي بدأ مسيرته الفنية عام 2009.

## الأعمال
- 2011: الفرسان الثلاثة

## وصلات خارجية
- فريدي فوكس على موقع IMDb (الإنجليزية)
- فريدي فوكس على موقع ألو سيني (الفرنسية)
- فريدي فوكس على موقع أول موفي (الإنجليزية)
- فريدي فوكس على موقع قاعدة بيانات الأفلام السويدية (السويدية)
- فريدي فوكس على موقع قاعدة بيانات الفيلم (الإنجليزية)
- فريدي فوكس على موقع كينوبويسك (الروسية)